# Démocratie nationale (Espagne)
Pour les articles homonymes, voir Démocratie nationale (Pologne).
Démocratie nationale (en espagnol : Democracia Nacional, DN) est un parti politique d'extrême droite nationaliste espagnol fondé en 1995.

## Histoire
L'origine du parti remonte à 1994, lorsque les juntes espagnoles en alliance avec certains secteurs de l'ancien Front national, Cercle espagnol des amis de l'Europe, Bases autonomes et l'Avant-garde national-révolutionnaire créent le parti Alternative démocrate nationale. Le parti se présente alors aux élections européennes avec le soutien de Jean-Marie Le Pen et obtient 0,03 % (4 683 voix).
C'est en 1995 que le parti prend la dénomination de Démocratie nationale.
Pour les élections générales de 2000, DN participe à la liste de coalition España 2000 avec le Mouvement social républicain et le Parti national des travailleurs. Le parti Espagne 2000 sera d'ailleurs créé quelques mois plus tard par l'avocat José Luis Roberto dans la région de Valence à la suite d'une scission au sein de la coalition.
En 2006, le quotidien conservateur espagnol ABC avait évoqué la possibilité d'une coalition au niveau national entre la Phalange espagnole (nationalistes révolutionnaires), Alternative espagnole et Démocratie nationale. Cette coalition n'aura pourtant pas eu lieu hormis lors de l'élection régionale en Catalogne en 2006 où DN et Alternative espagnole se présentent conjointement sous la liste plateforme En avant la Catalogne.
Lors des élections municipales de 2007, DN a obtenu ses premiers conseillers municipaux dans deux villages de Castille-et-León : à Tardajos (Burgos) où DN forme une coalition municipale avec le Parti populaire et à Herradón de Pinares (Ávila) où il forme une surprenante coalition municipale avec socialistes et régionalistes modérés.
En 2007, le président du parti est Manuel Canduela.

### Élections européennes de 2019 en Espagne
ADÑ–Identité espagnole est une coalition électorale eurosceptique, formée par les partis Democracia Nacional (DN), Alternativa Española (AES), Falange Española de las JONS (1976) (FE-JONS), et FE-La Falange, et qui a annoncé en 2018 son intention de participer aux élections européennes en déposant une des listes espagnoles aux élections européennes de 2019.

## Ligne politique
DN est un parti nationaliste espagnol, national-démocrate et se définit comme parti « transversal », ni droite, ni gauche. Le parti récuse l'appellation d'extrême droite bien que l'ensemble des médias le caractérise ainsi.
Parmi ses principes fondateurs se trouve celui de l'autonomie historique par opposition aux différents partis nationalistes espagnols, notamment ceux proches du franquisme. Ainsi, lors de ses différentes manifestations, les dirigeants appellent à éviter tous les symboles du passé (drapeaux franquistes, phalangistes ou autres) et les saluts fascistes.
Lors de la manifestation du 12 octobre 2007, Manuel Canduela intervient personnellement pour faire cesser les saluts fascistes de certains participants.
Les principaux points de son programme sont :
- opposition à l'immigration illégale ;
- instauration de la préférence nationale ;
- condamnation à perpétuité pour les terroristes ;
- défense de la famille traditionnelle et rejet du mariage homosexuel ;
- rejet de l'avortement ;
- défense de la souveraineté et de l'unité de l'Espagne.

## Manifestations
- 1er mai : défense de la classe ouvrière espagnole.
- Juin : hommage au Cid dans la province de Burgos.
- 12 octobre : hommage au drapeau espagnol à Barcelone en association avec différents mouvements.

### Incidents
Le 8 mars 2005, lors de la présentation du parti à Logroño (La Rioja), de violents affrontements opposèrent contre-manifestants de gauche aux forces de l'ordre. Ces contre-manifestants qualifièrent l'intervention policière de « répression brutale, sauvage et disproportionnée ».
Lors de la présentation du parti à Reus (Catalogne), le 16 avril 2005, une cinquantaine de militants d'extrême gauche lancent pierres et projectiles contre l'hôtel où se déroulait l'acte,.
Le 5 juillet 2005, DN a dénoncé une tentative d'agression contre le responsable local du parti à La Corogne.
En septembre 2005, lors d'un hommage autorisé au héros de la Reconquista Pélage à Cangas de Onís aux Asturies, une centaine de militants d'extrême gauche provoquent d'importants incidents, 14 d'entre eux seront arrêtés, et 3 policiers furent blessés au cours des échauffourées.
En mai 2007, à Burgos, deux membres du parti régionaliste d'extrême gauche Resaca Castellana agressent violemment à coup de barre de fer, le candidat de Démocratie nationale.
Le 15 novembre 2007, un militant est agressé à Valladolid.
Le 22 décembre 2007 à Valladolid, 2 jeunes militants du parti sont agressés après avoir assisté à une manifestation contre l'avortement,.

## Résultats électoraux

### Élections générales
| Année | Voix   | %    | Rang | Sièges  |
| ----- | ------ | ---- | ---- | ------- |
| 2000  | 9 562  | 0,04 | 33e  | 0 / 350 |
| 2004  | 15 180 | 0,06 | 27e  | 0 / 350 |
| 2008  | 12 836 | 0,05 | 29e  | 0 / 350 |
| 2011  | 1 867  | 0,01 | 39e  | 0 / 350 |
| 2015  | 1 704  | 0,01 | 35e  | 0 / 350 |

### Élections européennes
| Année | Voix   | %    | Rang | Sièges | Groupe |
| ----- | ------ | ---- | ---- | ------ | ------ |
| 1994  | 4 689  | 0,03 | 29e  | 0 / 64 |        |
| 1999  | 8 053  | 0,04 | 31e  | 0 / 64 |        |
| 2004  | 6 314  | 0,04 | 17e  | 0 / 54 |        |
| 2009  | 9 950  | 0,06 | 20e  | 0 / 50 |        |
| 2014  | 13 079 | 0,08 | 28e  | 0 / 54 |        |
| 2019  | 11 798 | 0,05 | 26e  | 0 / 54 |        |

### Élections régionales
Lors des élections régionales de 2003, DN se présente à Madrid, à Alicante et dans trois provinces de Castille-La Manche (Tolède, Cuenca et Albacete). Le parti se présente également dans la région de Murcie en coalition avec le Parti national des travailleurs. 

Lors des élections régionales de 2005 en Galice, DN présente sa candidature pour la province de La Corogne. 

Lors de l'élection régionale en Catalogne de 2006, Démocratie nationale avait formé une liste de coalition avec le parti Alternative espagnole (AES). 

Pour les régionales de 2007, le parti s'était présenté à Madrid, Valence, Murcie, aux Asturies, à Santa Cruz de Ténérife et dans trois provinces de Castille-et-León (Salamanque, Burgos et Valladolid).

### Élections municipales

#### 1999
| Municipalité      | Province | Voix | %    | Élus |
| ----------------- | -------- | ---- | ---- | ---- |
| Alcalá de Henares | Madrid   | 235  | 0,32 |      |
| San Fulgencio     | Alicante | 140  | 8,66 | 1    |

#### 2003
| Municipalité            | Province   | Voix | %    | Élus |
| ----------------------- | ---------- | ---- | ---- | ---- |
| Alcalá de Henares       | Madrid     | 1286 | 1,43 |      |
| Torrejón de Ardoz       | Madrid     | 582  | 1,19 |      |
| Los Santos de la Humosa | Madrid     | 19   | 2,21 |      |
| Badajoz                 | Badajoz    | 128  | 0,19 |      |
| La Corogne              | La Corogne | 173  | 0,14 |      |
| Monzón                  | Huesca     | 260  | 3,04 |      |
| Alicante                | Alicante   | 293  | 0,20 |      |
| Crevillent              | Alicante   | 128  | 0,85 |      |

#### 2007
| Municipalité              | Province               | Voix | %     | Élus |
| ------------------------- | ---------------------- | ---- | ----- | ---- |
| Madrid                    | Madrid                 | 1571 | 0,10  |      |
| L'Hospitalet de Llobregat | Barcelone              | 251  | 0,30  |      |
| Santa Coloma de Gramenet  | Barcelone              | 89   | 0,24  |      |
| Salt                      | Gérone                 | 15   | 0,19  |      |
| Reus                      | Tarragone              | 53   | 0,15  |      |
| Valence                   | Valence                | 255  | 0,06  |      |
| Serra                     | Valence                | 8    | 0,41  |      |
| Canals                    | Valence                | 41   | 0,51  |      |
| Alborache                 | Valence                | 14   | 2,11  |      |
| Crevillent                | Alicante               | 45   | 0,30  |      |
| Herradón de Pinares       | Ávila                  | 91   | 21,93 | 2    |
| Salamanque                | Salamanque             | 188  | 0,23  |      |
| Carbajosa de la Sagrada   | Salamanque             | 5    | 0,22  |      |
| Burgos                    | Burgos                 | 479  | 0,51  |      |
| Tardajos                  | Burgos                 | 104  | 22,13 | 1    |
| Villarcayo                | Burgos                 | 49   | 1,97  |      |
| León                      | León                   | 37   | 0,05  |      |
| Oviedo                    | Asturies               | 249  | 0,22  |      |
| Pontevedra                | Pontevedra             | 69   | 0,16  |      |
| Jaén                      | Jaén                   | 89   | 0,15  |      |
| Huelva                    | Huelva                 | 105  | 0,17  |      |
| Murcie                    | Murcie                 | 339  | 0,17  |      |
| Jumilla                   | Murcie                 | 116  | 1,06  |      |
| Talayuela                 | Cáceres                | 22   | 0,54  |      |
| Montijo                   | Badajoz                | 88   | 0,97  |      |
| Adeje                     | Santa Cruz de Ténérife | 66   | 0,74  |      |
| Granadilla de Abona       | Santa Cruz de Ténérife | 63   | 0,50  |      |
| Ibiza                     | Baléares               | 70   | 0,45  |      |

2015
| Municipalité          | Province    | Voix | %     | Élus |
| --------------------- | ----------- | ---- | ----- | ---- |
| Benicarló             | Castellón   | 351  | 3,12  |      |
| Castellón de la Plana | Castellón   | 200  | 0,25  |      |
| Tortosa               | Tarragona   | 61   | 0,45  |      |
| El Casar              | Guadalajara | 42   | 0,91  |      |
| Huelva                | Huelva      | 142  | 0,24  |      |
| León                  | León        | 202  | 0,32  |      |
| Mejorada              | Toledo      | 7    | 0,77  |      |
| Valladolid            | Valladolid  | 220  | 0,13  |      |
| Cuenca de Campos      | Valladolid  | 27   | 16,67 | 1    |
| Peñafiel              | Valladolid  | 94   | 3,5   |      |